# Michail Petrovitj Clodt von Jürgensburg
Michail Petrovitj Clodt von Jürgensburg (ryska: Михаил Петрович Клодт), född 29 september 1835 i Sankt Petersburg, död 20 januari 1914 i Sankt Petersburg, var en rysk målare och etsare.
Michail Petrovitj Clodt von Jürgensburg var son till skulptören Peter Clodt von Jürgensburg. Han utbildade sig för Alexander Agin och från 1852 på Kejserliga konstakademien i Sankt Petersburg för Alexej Markov. Åren 1857–1860 vistades Michail Clodt i Paris och 1862-1865 bodde han i München. 
Michail Petrovitj Clodt von Jürgensburg var en av grundarna av konstnärsgruppen Peredvizjnikerna och också av de ryska akvarellmålarnas sammanslutning. Han var lärare på konstskolan Kejserliga förbunden för konstfrämjande 1865-1867 och 1875-1913 och i akvarellmålning på Alexander von Stieglitz konstskola. Åren 1869-1871 var han tecknare på Kejserliga arkeologiska kommissionens expedition på Tamanhalvön. Åren 1895-1914 arbetade han med restaurering på Eremitaget.

## Bildgalleri

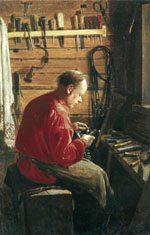
Sadelmakare, 1860-talet
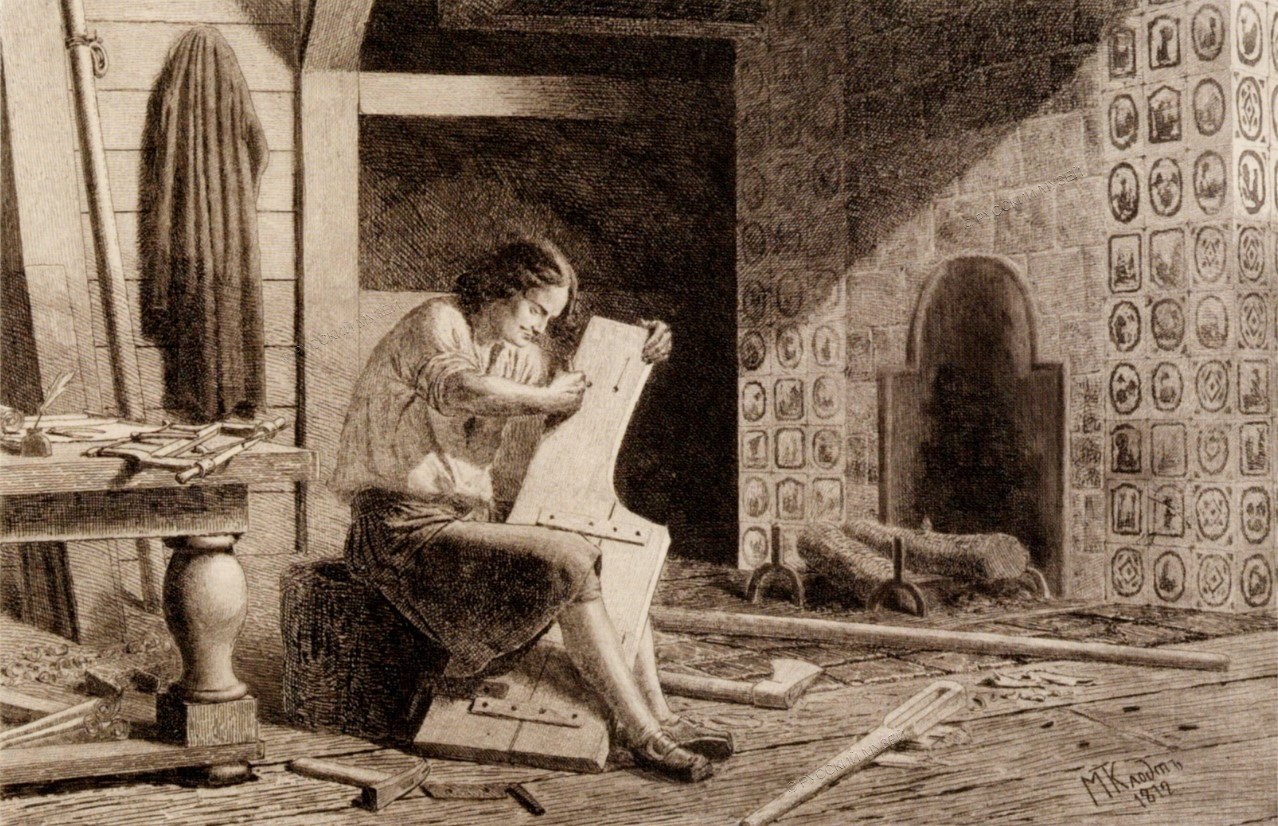
Peter den store i sin verkstad, 1872
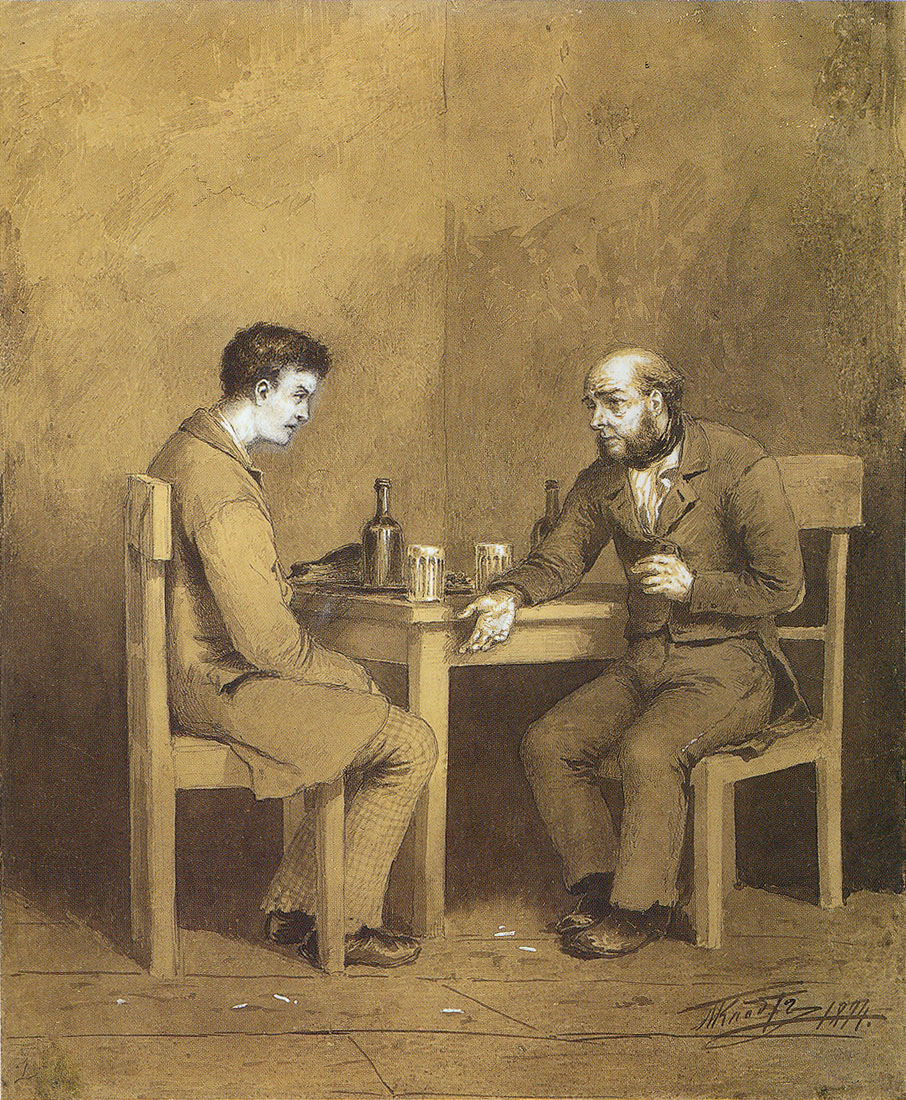
Raskolnikov och Marmeladov, illustration till Brott och straff av Fjodor Dostojevskij, 1874
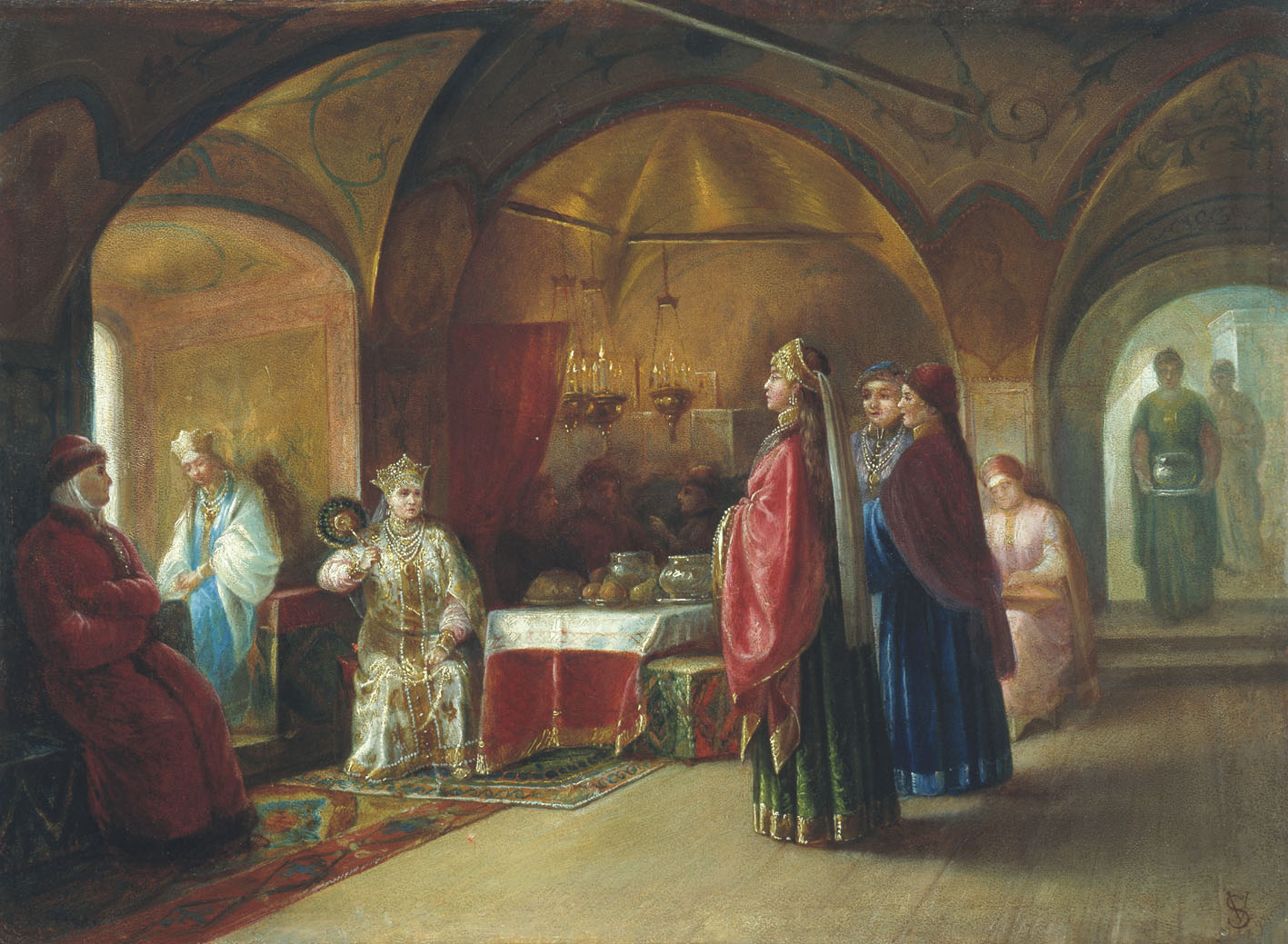
Terem, 1878
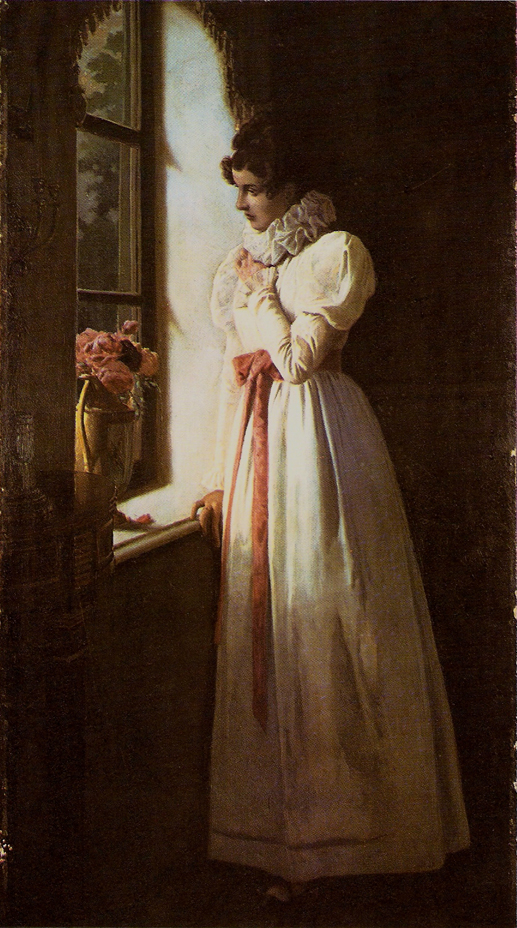
Eugene Onegin, 1886
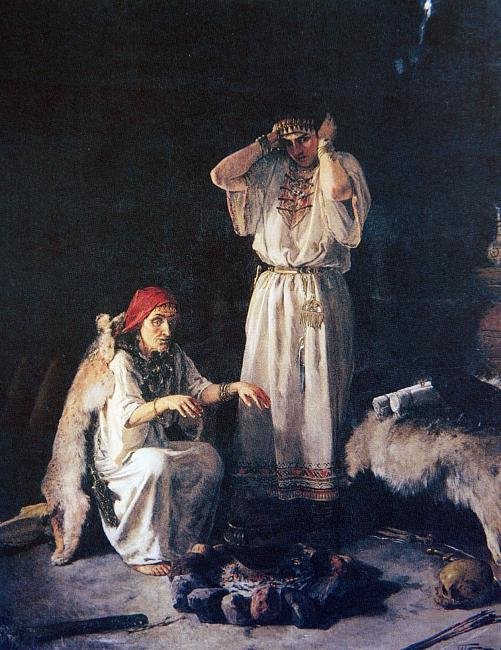
Magiker, 1891